# Nicolas Kiefer
Pour les articles homonymes, voir Kiefer.
Nicolas Kiefer, né le 5 juillet 1977 à Holzminden en Basse-Saxe, est un joueur de tennis allemand, professionnel sur le Circuit ATP de 1995 à 2010.

## Biographie

### Carrière sportive
En 1999, Nicolas Kiefer remporte le tournoi ATP 500 de Tokyo et atteint les demi-finales du Masters.
En 2000, il remporte le tournoi ATP 500 de Dubaï et atteint sa meilleure position au classement ATP, no 4.
Médaillé d'argent en double masculin lors du tournoi olympique d'Athènes en 2004.
Demi-finaliste de l'Open d'Australie 2006. Il avait déjà pris part à quatre quarts de finale en Grand Chelem entre 1997 et 2000 (2 à l'Open d'Australie et 1 à Wimbledon et l'US Open).
En 2008, il perd en finale du Masters 1000 du Canada à Toronto contre Rafael Nadal.
Il présente la particularité d'avoir perdu 10 finales d'affilée sur le Circuit ATP.

### Retraite
Le 30 décembre 2010, Nicolas Kiefer annonce sa retraite sportive, après 15 ans de carrière.

## Parcours dans les tournois duGrand Chelem

### En simple
| Année | Open d'Australie | Open d'Australie | Internationaux de France | Internationaux de France | Wimbledon       | Wimbledon        | US Open         | US Open       |
| ----- | ---------------- | ---------------- | ------------------------ | ------------------------ | --------------- | ---------------- | --------------- | ------------- |
| 1996  | 1er tour (1/64)  | M. Philippoussis | —                        | —                        | —               | —                | —               | —             |
| 1997  | —                | —                | 1er tour (1/64)          | B. Ulihrach              | 1/4 de finale   | T. Woodbridge    | —               | —             |
| 1998  | 1/4 de finale    | N. Escudé        | 2e tour (1/32)           | T. Muster                | 3e tour (1/16)  | R. Krajicek      | 3e tour (1/16)  | I. Kafelnikov |
| 1999  | 3e tour (1/16)   | F. Santoro       | 1er tour (1/64)          | M. Damm                  | 2e tour (1/32)  | Bo. Becker       | 3e tour (1/16)  | A. Clément    |
| 2000  | 1/4 de finale    | M. Norman        | 1er tour (1/64)          | J.-M. Gambill            | 1er tour (1/64) | T. Haas          | 1/4 de finale   | M. Safin      |
| 2001  | 2e tour (1/32)   | I. Kafelnikov    | 1er tour (1/64)          | J. Balcells              | 1/8 de finale   | A. Agassi        | 1er tour (1/64) | R. Schüttler  |
| 2002  | 1er tour (1/64)  | J. Novák         | 1er tour (1/64)          | A. Calatrava             | 3e tour (1/16)  | M. Philippoussis | 1er tour (1/64) | M. Safin      |
| 2003  | —                | —                | 2e tour (1/32)           | G. Coria                 | 1er tour (1/64) | G. Elseneer      | 2e tour (1/32)  | R. Schüttler  |
| 2004  | 1er tour (1/64)  | F. Volandri      | 2e tour (1/32)           | R. Federer               | 1er tour (1/64) | T. Johansson     | 1/8 de finale   | T. Henman     |
| 2005  | 1er tour (1/64)  | O. Rochus        | 1/8 de finale            | Forfait                  | 3e tour (1/16)  | R. Federer       | 1/8 de finale   | R. Federer    |
| 2006  | 1/2 finale       | R. Federer       | 3e tour (1/16)           | T. Berdych               | —               | —                | —               | —             |
| 2007  | —                | —                | —                        | —                        | 3e tour (1/16)  | N. Djokovic      | 2e tour (1/32)  | N. Davydenko  |
| 2008  | 1er tour (1/64)  | J. C. Ferrero    | —                        | —                        | 3e tour (1/16)  | R. Nadal         | 1er tour (1/64) | I. Minář      |
| 2009  | —                | —                | 2e tour (1/32)           | D. Ferrer                | 1er tour (1/64) | F. Santoro       | 2e tour (1/32)  | R. Nadal      |
| 2010  | —                | —                | —                        | —                        | 1er tour (1/64) | D. Ferrer        | —               | —             |

N.B. : à droite du résultat se trouve le nom de l'ultime adversaire.

### En double
| Année | Open d'Australie            | Open d'Australie     | Internationaux de France     | Internationaux de France  | Wimbledon                  | Wimbledon       | US Open                  | US Open              |
| ----- | --------------------------- | -------------------- | ---------------------------- | ------------------------- | -------------------------- | --------------- | ------------------------ | -------------------- |
| 2001  | —                           | —                    | 1er tour (1/32) M. Safin     | K. Braasch J. Knippschild | —                          | —               | —                        | —                    |
| 2002  | —                           | —                    | —                            | —                         | —                          | —               | 1er tour (1/32) A. Pavel | S. Humphries P. Luxa |
| 2003  | —                           | —                    | 1er tour (1/32) O. Rochus    | J. Landsberg J. Nieminen  | 2e tour (1/16) D. Prinosil | L. Paes D. Rikl | —                        | —                    |
| 2004  | 2e tour (1/16) R. Schüttler | M. Knowles D. Nestor | 1er tour (1/32) R. Schüttler | J. I. Chela G. Gaudio     | —                          | —               | —                        | —                    |

N.B. : le nom du ou de la partenaire se trouve sous le résultat ; le nom des ultimes adversaires se trouve à droite.

## Parcours dans lesMasters 1000
| Année | Indian Wells             | Miami                    | Monte-Carlo              | Rome                      | Hambourg puis Madrid        | Canada                    | Cincinnati              | Essen puis Stuttgart puis Madrid puis Shanghai | Paris                 |
| ----- | ------------------------ | ------------------------ | ------------------------ | ------------------------- | --------------------------- | ------------------------- | ----------------------- | ---------------------------------------------- | --------------------- |
| 1995  | —                        | —                        | —                        | —                         | —                           | —                         | —                       | 1er tour M. Washington                         | —                     |
| 1996  | —                        | —                        | —                        | —                         | 1er tour E. Benfele Álvarez | —                         | —                       | 2e tour T. Enqvist                             | —                     |
| 1997  | —                        | 2e tour F. Clavet        | —                        | —                         | 2e tour Bo. Becker          | —                         | —                       | 1/4 de finale J. Björkman                      | —                     |
| 1998  | 1/8 de finale M. Ríos    | 1/8 de finale G. Kuerten | 2e tour B. Ulihrach      | —                         | 1er tour O. Gross           | 1/8 de finale J. Björkman | 1er tour A. Agassi      | 2e tour P. Sampras                             | 2e tour G. Rusedski   |
| 1999  | 1/8 de finale K. Kučera  | 1/4 de finale F. Clavet  | —                        | 1/8 de finale N. Lapentti | —                           | 1/2 finale T. Johansson   | 1/8 de finale T. Henman | 2e tour A. Pavel                               | —                     |
| 2000  | 1er tour F. Santoro      | 2e tour R. Fromberg      | —                        | —                         | —                           | 2e tour J. Novák          | 1er tour T. Martin      | —                                              | —                     |
| 2001  | 1/8 de finale A. Agassi  | 2e tour P. Sampras       | 1er tour M. Youzhny      | 1/8 de finale H. Levy     | 1/8 de finale F. Santoro    | 2e tour F. Santoro        | 1/8 de finale T. Henman | 1er tour A. Costa                              | 1er tour H. Arazi     |
| 2002  | 2e tour F. Santoro       | 1er tour J. Björkman     | 1er tour A. Savolt       | 1er tour A. Agassi        | 1er tour G. Kuerten         | 1er tour Y. El Aynaoui    | 2e tour A. Roddick      | —                                              | —                     |
| 2003  | 2e tour V. Spadea        | 1er tour M. Chang        | —                        | —                         | 1er tour A. Costa           | —                         | —                       | —                                              | —                     |
| 2004  | 1er tour F. Saretta      | 1/4 de finale G. Coria   | 2e tour G. Coria         | 1er tour F. Volandri      | 1er tour M. Youzhny         | 1/2 finale A. Roddick     | 2e tour A. Roddick      | —                                              | —                     |
| 2005  | 1/4 de finale R. Federer | 2e tour F. Mayer         | 2e tour G. Gaudio        | 2e tour G. Coria          | 2e tour S. Grosjean         | 1/8 de finale A. Agassi   | 2e tour R. Federer      | 1er tour K. Beck                               | 1er tour A. Clément   |
| 2006  | 2e tour P.-H. Mathieu    | 1/8 de finale A. Calleri | 1/8 de finale G. Coria   | 2e tour A. Martín         | 2e tour M. Mirnyi           | —                         | —                       | —                                              | —                     |
| 2007  | —                        | —                        | —                        | —                         | —                           | 2e tour N. Djokovic       | 2e tour J. Blake        | 1/2 finale R. Federer                          | 1er tour S. Wawrinka  |
| 2008  | 1er tour D. Sela         | 3e tour R. Nadal         | 2e tour P. Kohlschreiber | 1er tour J. C. Ferrero    | 1/4 de finale A. Seppi      | Finale R. Nadal           | —                       | 1er tour E. Gulbis                             | 2e tour D. Nalbandian |
| 2009  | 3e tour A. Roddick       | 3e tour R. Federer       | 1er tour A. Beck         | 1er tour J. Mónaco        | 1er tour T. Robredo         | 1er tour S. Wawrinka      | 1er tour I. Andreev     | —                                              | —                     |

N.B. : sous le résultat se trouve le nom de l’ultime adversaire.

## Classement ATP en fin de saison

### En simple
| Année | 1994 | 1995 | 1996 | 1997 | 1998 | 1999 | 2000 | 2001 | 2002 | 2003 | 2004 | 2005 | 2006 | 2007 | 2008 | 2009 | 2010 |
| Rang  | 1198 | 206  | 127  | 32   | 35   | 6    | 20   | 42   | 72   | 58   | 21   | 23   | 48   | 49   | 37   | 116  | 720  |

Source : (en) Classements de Nicolas Kiefer sur le site officiel de la Fédération internationale de tennis

## Vie privée
Sa mère étant française, Nicolas Kiefer parle un très bon français.